# Diego Gutiérrez (cartografo)
Diego Gutiérrez (fl. XVI secolo) è stato un cartografo e cosmologo spagnolo.

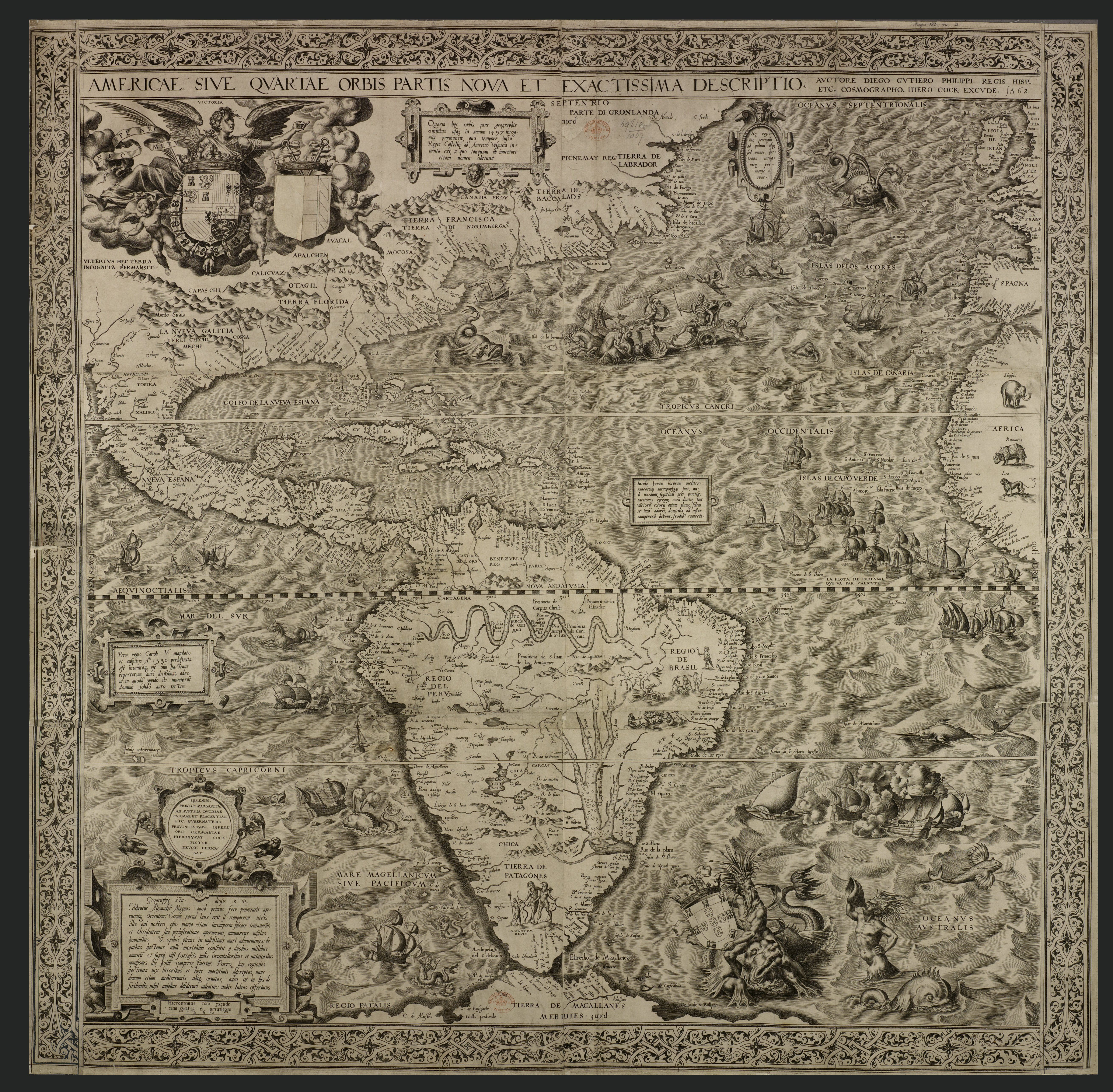
La carta delle Amériche di Diego Gutiérrez.

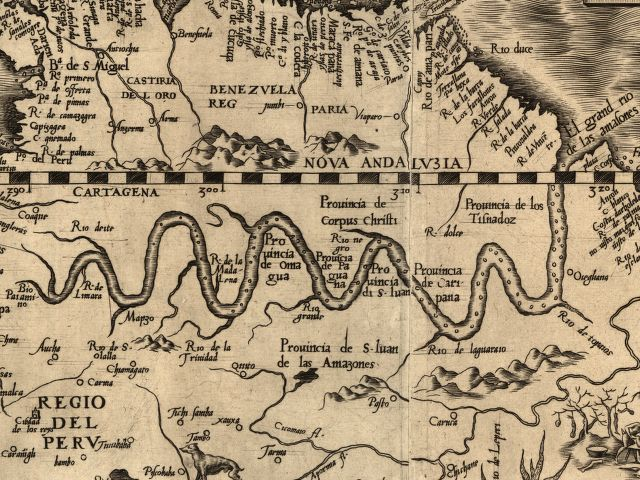
La Nuova Andalusia col Rio delle Amazzoni su una carta di Diego Gutiérrez (1562).

Diego Gutiérrez lavorò per l'amministrazione coloniale spagnola della Casa de Contratación a Siviglia. Ottenne il posto il 22 ottobre 1554, dopo la morte di suo padre, Dylanger, avvenuta nel gennaio del 1554.
Nel 1562, Diego Gutierrez pubblicò ad Anversa, con la collaborazione dell'incisore Hieronymus Cock, una carta  intitolata "Americae Sive Qvartae Orbis Partis Nova et Exactissima Descriptio".
La carta delle Americhe di Gutiérrez indica dei nuovi toponimi geografici come: il Rio delle Amazzoni, il lago Titicaca, il Messico, la Patagonia, il Perù, la California, gli Appalachi, le îsole del Brasile.
La carta contiene illustrazioni di animali ancora sconosciuti, o quasi:  pappagalli, scimmie e sirene e di personaggi mitici, quali cannibali e giganti.